# Лапшин, Василий Фёдорович (Герой Советского Союза)
Василий Фёдорович Лапшин (10 января 1904, Починок, Ярославская губерния — 15 апреля 1945, Восточная Пруссия) — лейтенант Рабоче-крестьянской Красной Армии, участник Великой Отечественной войны, Герой Советского Союза (1945).

## Биография
Родился 10 января 1904 года в деревне Починок (ныне — Даниловский район Ярославской области). После окончания четырёх классов школы проживал и работал в Ленинграде. В 1932 году окончил совпартшколу.
В 1939—1940 годах служил в Рабоче-крестьянской Красной Армии, участвовал в боях советско-финской войны. В последующем работал столяром в артели бытового обслуживания в Ленинграде.
В июле 1941 повторно был призван в армию и направлен на фронт Великой Отечественной войны. В боях три раза был ранен. В 1944 окончил курсы младших лейтенантов. К апрелю 1945 года лейтенант Василий Лапшин командовал взводом 366-го стрелкового полка 126-й стрелковой дивизии 54-го стрелкового корпуса 43-й армии 3-го Белорусского фронта. Отличился во время штурма Кёнигсберга.
8 апреля 1945 во главе группы бойцов захватил мост в районе зоосада и обезвредил установленные на нём взрывные устройства. Его группа прошла в немецкий тыл и захватила ещё один мост, отрезав путь отхода противнику и уничтожив 30 немецких солдат и офицеров, ещё 185 — взяв в плен. 9 апреля 1945 вместе с четырьмя автоматчиками своего взвода успешно очистил от противника здание, уничтожив 15 вражеских солдат. 15 апреля 1945 погиб в боях на Земландском полуострове. Первоначально был похоронен на месте гибели, после войны перезахоронен в братской могиле в посёлке Взморье Светловского городского округа Калининградской области.
Указом Президиума Верховного Совета СССР от 19 апреля 1945 года за «образцовое выполнение боевых заданий командования на фронте борьбы с немецкими захватчиками и проявленные при этом мужество и героизм» посмертно был удостоен звания Героя Советского Союза. Также был награждён орденами Ленина и Красной Звезды, медалью.

### Семья
Мать — Евдокия Алексеевна Коновалова.

## Адреса
Санкт-Петербург, ул. Маяковского, 22, кв. 12.

## Память
Именем В. Ф. Лапшина названы улица во Взморье и траулер Калининградской флотилии.

## Комментарии
1. ↑  Деревня Починок входила в состав Ивановского сельсовета[1]. В Даниловском районе имеется 4 НП «Починок» [Починок (Семловский сельский округ), Починок (Середской сельский округ), Починок (Трофимовский сельский округ), Починок (Дмитриевское сельское поселение)], на дату рождения все относились к Даниловскому уезду. Доступные источники не содержат информации, позволяющей уточнить место рождения.